# فرانکو پیان
فرانکو پیان (انگلیسی: Franco Pian; ۱۶ فوریهٔ ۱۹۲۲ – ۱۸ ژانویهٔ ۲۰۱۹) بازیکن فوتبال اهل ایتالیا بود.
از باشگاه‌هایی که در آن بازی کرده‌است می‌توان به باشگاه فوتبال اینتر میلان، باشگاه فوتبال پرو گوریتسیا، باشگاه فوتبال ونتزیا، و باشگاه فوتبال اسپال اشاره کرد.